# Olympic Nice Natation

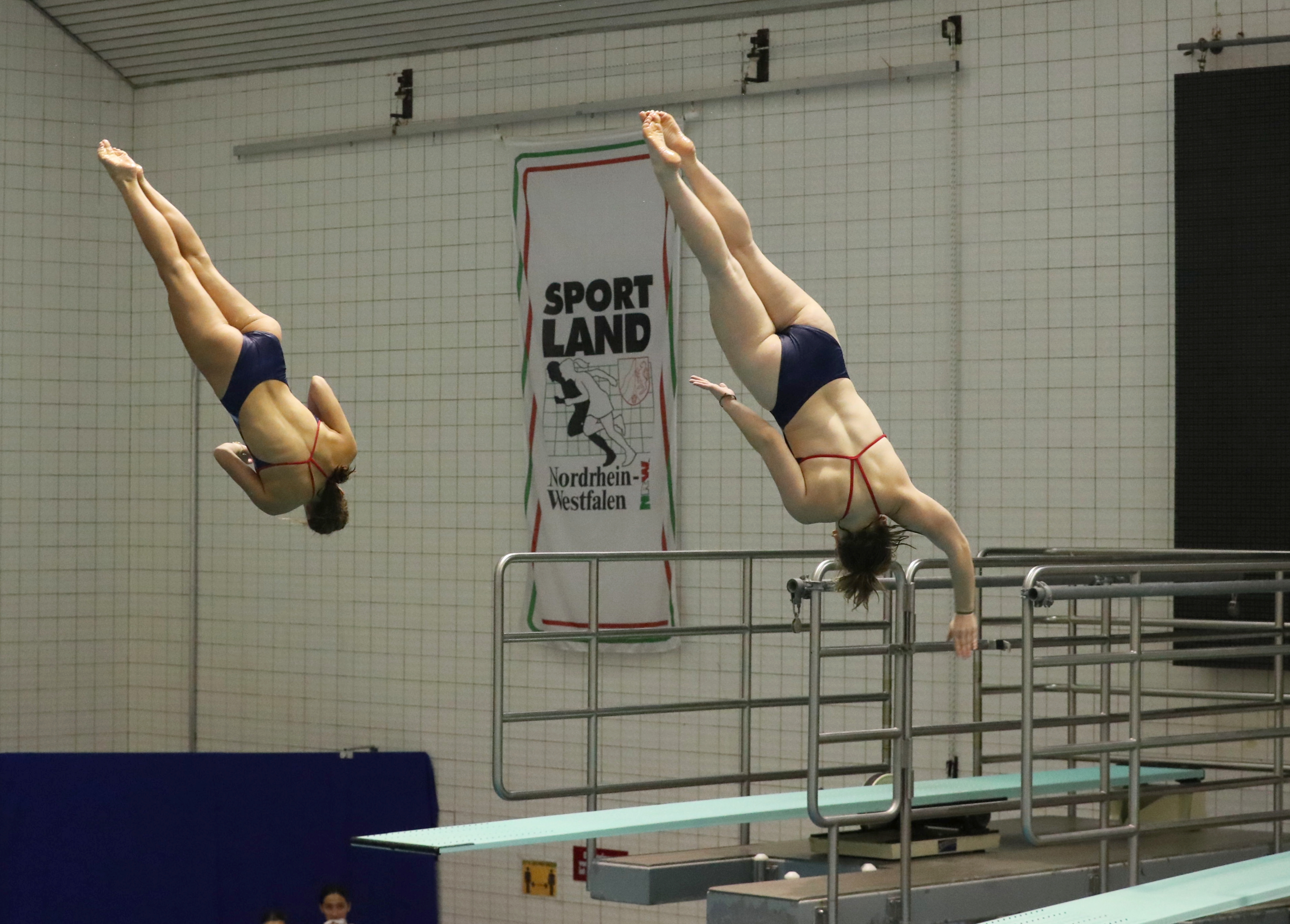
Tuffatore nel salto sincronizzato della Olympic Nice Natation

L'Olympic Nice Natation è una società francese che si occupa di sport acquatici, con sede a Nizza. Il club si occupa di nuoto, pallanuoto, nuoto sincronizzato, tuffi e triathlon.

## Pallanuoto
La sezione con più successi è indubbiamente quella pallanotistica maschile, con dodici titoli nazionali che gli hanno permesso di interrompere l'egemonia quasi trentennale del Marsiglia. In campo femminile ha ottenuto il primo titolo nel 2007.

## Palmarès

### Settore maschile
- Campionato francese: 14

1992, 1993, 1994, 1995, 1997, 1998, 1999, 2000, 2001, 2002, 2003, 2004
- Coupe de France: 9

1990, 1992, 1993, 1994, 1995, 2000, 2001, 2002, 2003
- Coupe de la Ligue: 2

2014, 2016

### Settore femminile
- Campionato francese: 6

2007, 2009, 2010, 2011, 2012, 2013
- Coppa di Francia: 3

2010, 2011, 2013

## Rosa maschile 2020-2021
| N° |                    | Ruolo | Giocatore         |
| -- | ------------------ | ----- | ----------------- |
|    | Francia (bandiera) | P     | Remi Garsau       |
|    | Francia (bandiera) | P     | Julien Guilloteau |
|    | Francia (bandiera) | P     | Hugo Lafaurie     |
|    | Francia (bandiera) |       | Mathias Bachelier |
|    | Francia (bandiera) |       | Arthur Bruyère    |
|    | Francia (bandiera) |       | Jovan Cakic       |
|    | Francia (bandiera) |       | Lorris Canovas    |
|    | Francia (bandiera) |       | Pierre Chandieu   |
|    | Francia (bandiera) |       | Julien Crosetti   |

| N° |                        | Ruolo | Giocatore          |
| -- | ---------------------- | ----- | ------------------ |
|    | Francia (bandiera)     |       | Lukas Guetti       |
|    | Danimarca (bandiera)   |       | Emil Morgen Jansen |
|    | Bielorussia (bandiera) |       | Michal Izdinsky    |
|    | Rep. Ceca (bandiera)   |       | Tomáš Kopenec      |
|    | Francia (bandiera)     |       | Manuel Laversanne  |
|    | Francia (bandiera)     |       | Sebastien Monneret |
|    | Francia (bandiera)     |       | Jocelyn Mutambayi  |
|    | Francia (bandiera)     |       | Cedric Rocchetta   |
|    | Francia (bandiera)     |       | Theo Zuccarini     |

## Rosa femminile 2021-2022
| N° |                     | Ruolo | Giocatore          |
| -- | ------------------- | ----- | ------------------ |
|    | Francia (bandiera)  | P     | Morgane Chabrier   |
|    | Francia (bandiera)  | P     | Csenge Gaal        |
|    | Francia (bandiera)  |       | Estelle Millot     |
|    | Francia (bandiera)  |       | Aurelie Battu      |
|    | Francia (bandiera)  |       | Valentine Heurtaux |
|    | Francia (bandiera)  |       | Aurore Sacre       |
|    | Israele (bandiera)  |       | Kerem Noy          |
|    | Ungheria (bandiera) |       | Lili Urvari        |

| N° |                     | Ruolo | Giocatore            |
| -- | ------------------- | ----- | -------------------- |
|    | Francia (bandiera)  |       | Marie Barbieux       |
|    | Ungheria (bandiera) |       | Viktoria Tamas       |
|    | Francia (bandiera)  |       | Ema Vernoux          |
|    | Francia (bandiera)  |       | Camelia Bouloukbachi |
|    | Francia (bandiera)  |       | Yaelle Deschampt     |
|    | Italia (bandiera)   |       | Ilaria Di Bartolo    |
|    | Francia (bandiera)  |       | Anaelle Grass        |

## Nuoto
In ambito natatorio fra i principali nuotatori si segnalano Clément Lefert e Camille Muffat.